# Branko Pistovič
Branko Pistovič (ur. 8 czerwca 1976 w Šaľi) – słowacki siatkarz, występujący na pozycji rozgrywającego. Jego atrybuty fizyczne to 191 cm i 87 kg. W reprezentacji od roku 1996, kiedy to zadebiutował w meczu z Czechami przegranym 1:3. Startował na Mistrzostwach Europy 1997 rozgrywanych w holenderskim Eindhoven i Mistrzostwach Europy 2001 rozgrywanych w czeskiej Ostrawie.
Wystartował na Mistrzostwach Europy 2003 w niemieckim Lipsku, a o powołaniu na nie dowiedział się od selekcjonera dzień przez odjazdem słowackiej ekipy. Z zespołem Matador Púchov wywalczył mistrzostwo Słowacji w roku 2000, wielokrotnie zdobył wicemistrzostwo Słowacji. Wraz z Veroną awansował do Serie A. Zdobył mistrzostwo Austrii wraz z zespołem Tirol Innsbruck.
Kluby:
- Matador Púchov, 1994–1998
- Volley Club Verona, 1999
- Matador Puchov, 1999-2000
- Ionikos Nikaia Pireus 2000-2001
- Volley Club Verona, 2001-2002
- Retimno, 2002-2003
- Hercules Saloniki, 2003-2004
- Tirol Innsbruck, 2004-2005
- Iraklis Saloniki, 2005-2006